# دهستان بوچیر
دهستان بوچیر، یکی از دهستان‌های بخش مرکزی شهرستان پارسیان در استان هرمزگان ایران است. مرکز این دهستان، روستای بوچیر است.

## جمعیت
بر پایه سرشماری عمومی نفوس و مسکن در سال ۱۳۹۵، جمعیت دهستان بوچیر برابر با ۵٬۵۸۲ نفر بوده‌است.